# Maurice Walter Goldblatt
Maurice Walter Goldblatt (* 2. Juli 1895; † 11. Mai 1967 in Florenz) war ein britischer Biochemiker, Toxikologe und Arbeitsmediziner.
Goldblatt wuchs in Belfast auf und studierte dort an der Queen’s University Medizin mit dem Abschluss 1923 und der Promotion (M.D.) 1925 (Dissertation: A Note of a Method of Estimating Acetoacetic Acid and B-hydroxybutyric Acid in Urine). Danach forschte er über Kohlenhydrat-Stoffwechsel als Beit Memorial Fellow an der St. Thomas Hospital Medical School in London, wo er 1929 promovierte (Ph.D.). Ab 1935 forschte er bei der Firma Dyestuff (später ICI) und leistete Pionierarbeit bei der Identifizierung von Chemikalien wie Beta-Naphthylamin als Krebserreger in der Arbeitsmedizin und galt bald als eine führende Autorität für Krebs in der Arbeitsmedizin. 1947 gründete er die Industrial Hygiene Research Laboratories in Frythe, in denen toxische industrielle Substanzen und Nahrungsmittelergänzungsstoffe untersucht wurden. Ab 1957 war er an der Pollards Wood Research Station des Institute of Cancer Research und ab 1962 forschte er in Italien, wo er auch starb.
Von ihm stammen Beiträge zu Merewether Industrial Medicine and Hygiene (1957). Für seine Veröffentlichungen in Arbeitsmedizin wurde er Mitglied des Royal College of Physicians (MRCP).
Unabhängig von Ulf von Euler entdeckte er 1935 Prostaglandine.
1941 wurde er Präsident der Association of Industrial Medical Officers (die spätere Society of Occupational Medicine). 1955 wurde er CBE.
Sein Bruder Harold Goldblatt (1899–1982) war Schauspieler und Theaterproduzent und sein Bruder Eric ein international bekannter Bridge-Spieler.